# Ascozonus crouanii
Ascozonus crouanii är en svampart som beskrevs av Renny 1874. Ascozonus crouanii ingår i släktet Ascozonus och familjen Thelebolaceae.   Inga underarter finns listade i Catalogue of Life.